# NGC 6500
NGC 6500 је спирална галаксија у сазвежђу Херкул која се налази на NGC листи објеката дубоког неба.
Деклинација објекта је + 18° 20' 20" а ректасцензија 17h 55m 59,7s. Привидна величина (магнитуда) објекта NGC 6500 износи 12,2 а фотографска магнитуда 13,0. NGC 6500 је још познат и под ознакама UGC 11048, MCG 3-46-3, CGCG 113-8, IRAS 17537+1820, NPM1G +18.0528, KCPG 526A, PGC 61123.